# Braian Guille

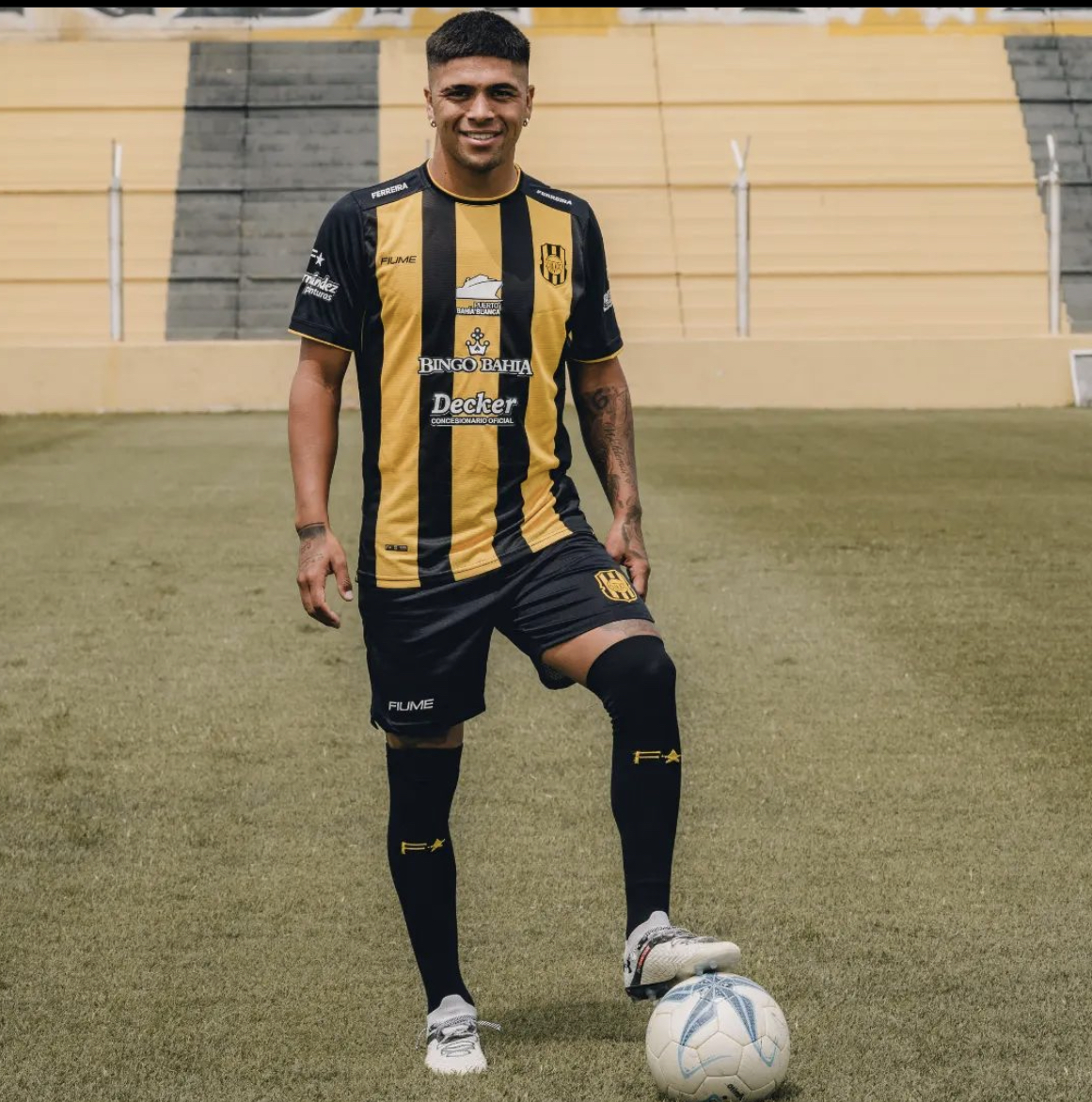
Braian en el Carminatti

Braian Alejandro Guille (Olavarría, Argentina, 31 de julio de 1997) es un futbolista argentino. Juega como delantero y su primer equipo fue Racing Club. Actualmente milita en el club Deportivo Riestra de la Primera División de Argentina. 

## Trayectoria
Se formó como futbolista en el club Embajadores de Olavarría, de la ciudad de Olavarría, ubicada en el interior bonaerense.

### Racing
Braian Guille comenzó su carrera en la Quinta división de Juveniles en 2015. Luego fue ascendido a la cuarta división en 2016 y al plantel profesional en enero de 2017. Le tocó debutar en Primera en un clásico y ya nunca más tuvo otra oportunidad en la Academia. Diego Cocca mandó a la cancha a Guille el domingo 14 de mayo de 2017. Ingresó por Maximiliano Cuadra los 36 minutos de la segunda parte. No logró hacer demasiado. Apenas pudo ver de cerca el golazo que dibujó Maximiliano Meza para el 2-0 final del Rojo. Fue debut y despedida: no volvió a tener minutos. Fue compañero de Lautaro Martínez.

### Santamarina de Tandil
El 24 de agosto del 2017 se oficializó su llegada al Santamarina de Tandil de la Primera B Nacional en busca de continuidad, cedido sin cargo ni opción por Racing. Le rescindieron el contrato y volvió a Racing.

### Brown de Adrogué
Llegó a préstamo sin opción desde Racing en junio de 2018. Fue una de las figuras de la histórica clasificación de Brown de Adrogué tras de eliminar por penales a Independiente.

### Defensores de Belgrano
Llegó a préstamo a inicios de 2019. Jugó solo la primera mitad del año en la cual disputó 2 partidos, sin marcar goles.

### Olimpo de Bahía Blanca
Llegó al club a mediados del 2019. Logro convertirse en un casi ídolo a base de su creación de juego y sus goles increíbles pudo conseguir su espacio en el club aurinegro hasta los tiempos presentes en el cual es titular indiscutible y figura del conjunto bahiense.

## Clubes
| Club                              | País      | Año       |
| --------------------------------- | --------- | --------- |
| Racing Club                       | Argentina | 2017      |
| Santamarina de Tandil (Préstamo)  | Argentina | 2017-2018 |
| Brown de Adrogué (Préstamo)       | Argentina | 2018      |
| Defensores de Belgrano (Préstamo) | Argentina | 2019      |
| Olimpo                            | Argentina | 2019-2022 |
| Atlético Tucumán (Préstamo)       | Argentina | 2023      |
| Colón                             | Argentina | 2023-2024 |
| Olimpo                            | Argentina | 2024      |
| Deportivo Riestra                 | Argentina | 2025-Act. |

 Actualizado al último partido jugado el 28 de septiembre de 2024.
| Club                   | Temporada           | Liga | Liga | Copas Nacionales | Copas Nacionales | Copas Internacionales | Copas Internacionales | Total | Total |
| Club                   | Temporada           | PJ   | G    | PJ               | G                | PJ                    | G                     | PJ    | G     |
| ---------------------- | ------------------- | ---- | ---- | ---------------- | ---------------- | --------------------- | --------------------- | ----- | ----- |
| Racing Club            |                     |      |      |                  |                  |                       |                       |       |       |
| 2016-2017              | 1                   | 0    | -    | -                | -                | -                     | 1                     | 0     |       |
| Total                  | 1                   | 0    | -    | -                | -                | -                     | 1                     | 0     |       |
| Santamarina de Tandil  |                     |      |      |                  |                  |                       |                       |       |       |
| 2017-2018              | 19                  | 2    | -    | -                | -                | -                     | 19                    | 2     |       |
| Total                  | 19                  | 2    | -    | -                | -                | -                     | 19                    | 2     |       |
| Brown de Adrogué       |                     |      |      |                  |                  |                       |                       |       |       |
| 2018-2019              | 9                   | 1    | 3    | 0                | -                | -                     | 12                    | 1     |       |
| Total                  | 9                   | 1    | 3    | 0                | -                | -                     | 12                    | 1     |       |
| Defensores de Belgrano |                     |      |      |                  |                  |                       |                       |       |       |
| 2018-2019              | 2                   | 0    | -    | -                | -                | -                     | 2                     | 0     |       |
| Total                  | 2                   | 0    | -    | -                | -                | -                     | 2                     | 0     |       |
| Olimpo                 |                     |      |      |                  |                  |                       |                       |       |       |
| 2019-2020              | 24                  | 4    | -    | -                | -                | -                     | 24                    | 4     |       |
| 2021                   | 29                  | 8    | -    | -                | -                | -                     | 29                    | 8     |       |
| 2022                   | 32                  | 14   | 1    | 0                | -                | -                     | 33                    | 14    |       |
| Total                  | 85                  | 26   | 1    | 0                | -                | -                     | 86                    | 26    |       |
| Atlético Tucumán       |                     |      |      |                  |                  |                       |                       |       |       |
| 2023                   | 16                  | 0    | -    | -                | -                | -                     | 16                    | 0     |       |
| Total                  | 16                  | 0    | -    | -                | -                | -                     | 16                    | 0     |       |
| Colón                  |                     |      |      |                  |                  |                       |                       |       |       |
| 2023                   | 0                   | 0    | 3    | 0                | -                | -                     | 3                     | 0     |       |
| 2024                   | 24                  | 4    | 1    | 0                | -                | -                     | 25                    | 4     |       |
| Total                  | 24                  | 4    | 4    | 0                | -                | -                     | 28                    | 4     |       |
| Total en su carrera    | Total en su carrera | 157  | 33   | 8                | 0                | -                     | -                     | 164   | 33    |